# Sud FM
Sud FM war ein privat betriebener Hörfunksender im westafrikanischen Staat Gambia. Er wurde 1997 als Niederlassung des senegalesischen Senders Dakar Sud FM unter der Leitung von Pape Djomaye Thiare in Banjul gegründet. Sud FM sendete sein Programm in den Sprachen Englisch, Französisch und Wolof.
Omar Barrow, ein Journalist des Senders, ist am 10. April 2000 während Studentenunruhen ums Leben gekommen. Am 22. Oktober 2005 wurde der Sender während gambisch-senegalesischen Differenzen von der Polizei geschlossen. Drei Tage später, am 25. Oktober, bestätigte das Ministerium für Kommunikation (Communication, Information and Technology) unter der Führung von Neneh MacDouall-Gaye den Widerruf der Lizenz zum Betreiben eines Senders für die Sud Communications Company Ltd. Nach 20 Monaten ruhendem Betrieb wurde die Niederlassung geschlossen.